# 約翰遜鎮區 (阿肯色州洛根縣)
約翰遜鎮區（英語：Johnson Township）是位於美國阿肯色州洛根縣的一個行政鎮區。

## 地方資料
約翰遜鎮區的面積為45.26平方千米，當中陸地面積為45.03平方千米，而水域面積為0.23平方千米。根據2010年美國人口普查的數據，當地共有人口227人，而人口密度為每平方千米5.02人。